# Агент (спецслужбы)
Агент — термин, используемый в служебной деятельности спецслужб различных стран для обозначения различных категорий сотрудников.

## Значения термина в практике различных стран
Имеется существенная разница в употреблении термина в понимании российских и многих иностранных специальных служб. Исходя из этого, можно выделить следующие варианты этого понятия:
- Агент — должностное лицо специальной службы, оперативный сотрудник (в США — агент ФБР, Секретной службы; в СССР в 1920-е годы агент — младшая должность оперативного сотрудника уголовного розыска);
- Агент в ЦРУ США — завербованное для негласного сотрудничества лицо, не являющееся штатным работником ЦРУ (в отличие от оперативного сотрудника)[1];
- Агент — должностное лицо, негласный оперативный сотрудник (агент Моссад, Израиль);
- Агент — негласный осведомитель (секретный сотрудник, сексот), лицо, негласно сотрудничающее с оперативной службой, в основном в части сбора и передачи информации о лицах, причастных к ранее совершённым, а также готовящимся преступлениям и иным противоправным действиям (агент КГБ, агент уголовного розыска — в СССР, России, Украине и др.).

В понимании некоторых (прежде всего в США) иностранных спецслужб, агентами являются оперативные сотрудники, включая кадровый состав. Сотрудники ФБР и ряда других ведомств США именуются «специальными агентами».
В понимании российских спецслужб, агент — категория секретно сотрудничающих с ними граждан, то есть в советскую/российскую классификацию агентов оперсостав не включается.
При этом агентом часто называют лицо, тайно сотрудничающее с иностранной разведкой (шпиона). В документации спецслужб в отношении такого лица часто используется термин «источник» (разведывательной информации).

## Основные методы вербовки агента
- На идеологической основе — агент сотрудничает добровольно из идейных соображений.
  - положительные моменты — высокая продуктивность сотрудничества, инициативность агента
  - недостатки — дефицит кандидатов, обладающих указанными качествами[Прим. 1]

- С использованием материальной заинтересованности — агент работает за вознаграждение.
  - положительные моменты — высокая продуктивность сотрудничества, повышенная инициативность агента
  - недостатки — высокие расходы на обеспечение агентурной деятельности; разлагающее воздействие на сотрудников собственных спецслужб.

- На основе компромата или другой морально-психологической основе — кандидат в агенты принуждается к сотрудничеству под давлением имеющихся на него компрометирующих материалов (шантаж) или из-за психологической мотивации (карьеризм, ностальгия, любовь, ненависть, чувство мести и т. д.).
  - положительные моменты — низкие финансовые затраты обеспечения агентурной деятельности.
  - недостатки — необходимость постоянного усиленного контроля над агентом.

## Критика
Существует мнение, что агентурная разведка в принципе не способна давать объективные сведения. Причина кроется в психологическом парадоксе, возникающем при работе с агентами, суть которого заключается в одновременной необходимости как доверия, так и недоверия к данным агентов. В результате доверием пользуются лишь те агенты, сведения которых лежат в рамках парадигмы, принятой в «центре», вне зависимости от истинности последней. Объективному принятию решения также препятствует высокая степень закрытости разведсообществ, в результате чего проявляются механизмы группового мышления и группового подкрепления.
Агенты, со своей стороны, сознают, что наибольшую опасность для них представляет не контрразведка противника, а утечки из «центра» и предательство коллег.
Существует мнение, что агентурная разведка, появившись как государственная структура лишь в XX веке (SIS — 1911, КГБ, условно говоря, — 1917, ЦРУ — 1947), показала лишь подверженность крупным провалам и ошибкам.

## Комментарии
1. ↑  В 1920-30 г.г. коммунистические идеи были популярны среди западных интеллектуалов что привело к наплыву идейных агентов, завербованных советскими спецслужбами (См. Кембриджская пятёрка), и наоборот — после развенчания сталинизма идеи свободы и демократии стали популярны в СССР и странах Советского блока, что привело к облегчению вербовки агентуры среди советских военных, политиков, профессиональных разведчиков и контрразведчиков. В результате к концу Холодной войны в спецслужбах как Запада так и Восточного блока оказалось значительное количество т. н. кротов, что делало агентурную работу в значительной степени бессмысленной.